# Iglesia de San Vicente (Sevilla)
La iglesia de San Vicente se encuentra en el distrito Casco Antiguo de Sevilla (Andalucía, España).

## Historia
Se trata de una iglesia gótico-mudéjar de las muchas que se levantaron en el interior del recinto amurallado de la ciudad durante el siglo XIV, si bien ésta es una de las que resultaron más reformadas y ampliadas de ese grupo en los siglos siguientes, en especial en los comprendidos entre el XVI y el XIX.
Levantada, al parecer, sobre los restos de un templo paleocristiano y visigodo, la iglesia al exterior casi no presenta rasgos de su estructura original, salvo una portada gótica situada a los pies, muy sobria y sencilla, formada por unas simples arquivoltas de arcos apuntados.

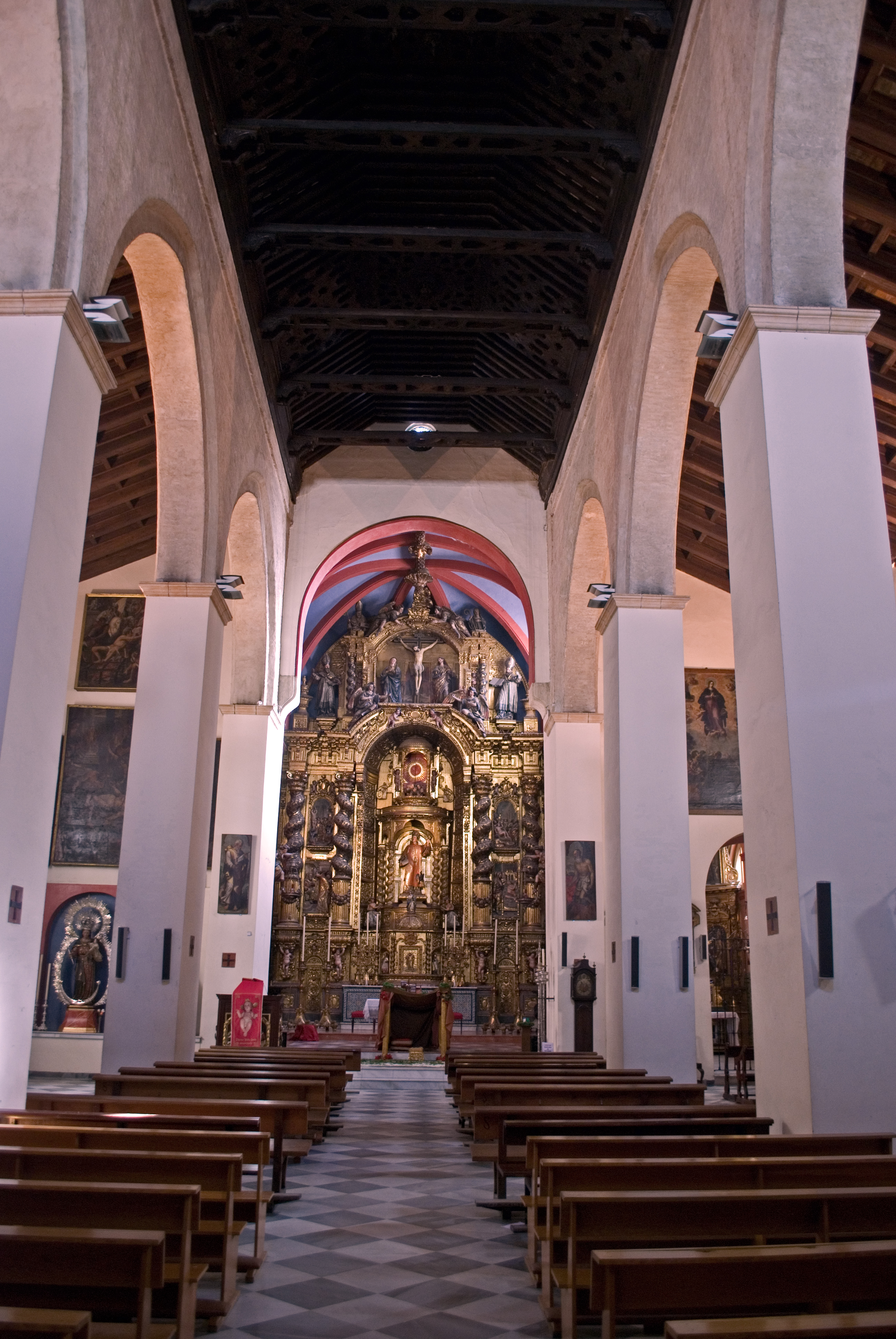
Retablo mayor de San Vicente en interior.

El templo alberga la Inmaculada de San Vicente, un pintura atribuida a Murillo fechada hacia 1640-45. En el altar mayor luce un retablo barroco obra de Cristóbal de Guadix de finales del siglo XVII. Está presidido por la imagen de San Vicente, obra atribuida al taller de Roldán y flanqueada por esculturas de santos y santas de Joaquín y José Cano (1753). En el ático lleva un Cristo Crucificado del siglo XVI obra de Roque Balduque junto con su madre y San Juan Evangelista. A ambos lados del presbiterio se ha colocado modernamente la sillería del coro que se retiró de los pies de la nave. 
La capilla de la cabecera de la nave de la epístola es un recinto formado por dos capillas, la primera de 1584, y que sería ampliado en 1817. Se cubren por dos cúpulas una octogonal y otra semiesférica, con linterna. Lo preside un retablo realizado con restos procedentes del Convento del Carmen para la Virgen del Rosario (titular de la Hermandad de las Siete Palabras), renovado en 1785. Actualmente en esta capilla se encuentra la Virgen de los Dolores, talla atribuida a Blas Molneren un altar lateral y la imagen de Jesús de las Penas, atribuida a Pedro Roldán en una peana de mármol verde y blanca en el frontal de la capilla. En esta capilla, cedida a la Hermandad de las Penas desde 1946, destaca el zócalo de azulejos de 1602 que realizara Hernando de Valladares. Aunque ahora se encuentra en la nave de la iglesia, antiguamente presidía la capilla exterior el retablo ejecutado por Andrés de Ocampo entre 1603 y 1605, junto con los relieves del Descendimiento y de la Exaltación de la Serpiente en el desierto. Aquí también se conserva el cráneo y otras reliquias óseas del Mártir San Vicente, titular de la iglesia.
En el lado del evangelio destaca la capilla de la Archicofradía Sacramental de las Siete Palabras, de factura mudéjar y planta cuadrada; se cubre mediante cúpula octogonal apoyada sobre trompas y es la parte más antiguas de la iglesia. Restaurada en 1873 y entre 1936-1939. Preside la capilla el misterio del Cristo de las Siete Palabras -del siglo XVI y perteneciente a Felipe Martínez- María Santísima de los Remedios y San Juan Evangelista, en el centro. En un altar lateral podemos contemplar una imagen del Sagrado Corazón de Jesús y en la pared opuesta un grupo pictórico, donde destaca la imagen de la Virgen de los Remedios de Pedro de Villegas Marmolejo.
En la misma nave del evangelio se abre la imponente capilla sacramental, realizada según proyecto del arquitecto Pedro de Silva en 1761 tras la destrucción de la anteriormente existente a causa del Terremoto de Lisboa de 1755. Es de planta rectangular de dos tramos, el primero cuadrado cubierto con cúpula y linterna, y el segundo rectangular cubierto con bóveda de cañón rebajado. En el testero destaca el retablo del comulgatorio, en estilo rococó, y con un camarín con ventana a la plaza posterior, realizado para el Nazareno de la Divina Misericordia, de la Hermandad de las Siete Palabras. En sus altares laterales podemos contemplar las imágenes de la Virgen de la Cabeza, tanto dolorosa como gloriosa.
La Virgen del Rosario, titular gloriosa de la Hermandad de las Siete Palabras, está situada en un lateral de la cabecera del lado del Evangelio. La Virgen del Rosario de autor desconocido, puede considerarse la patrona o protectora de la feligresía. Aunque en otro tiempo presidió el altar de su capilla (cedida a la Hermandad de las Penas) y el altar de la capilla sacramental (presidido por el Nazareno de la Divina Misericordia).

## Hermandades

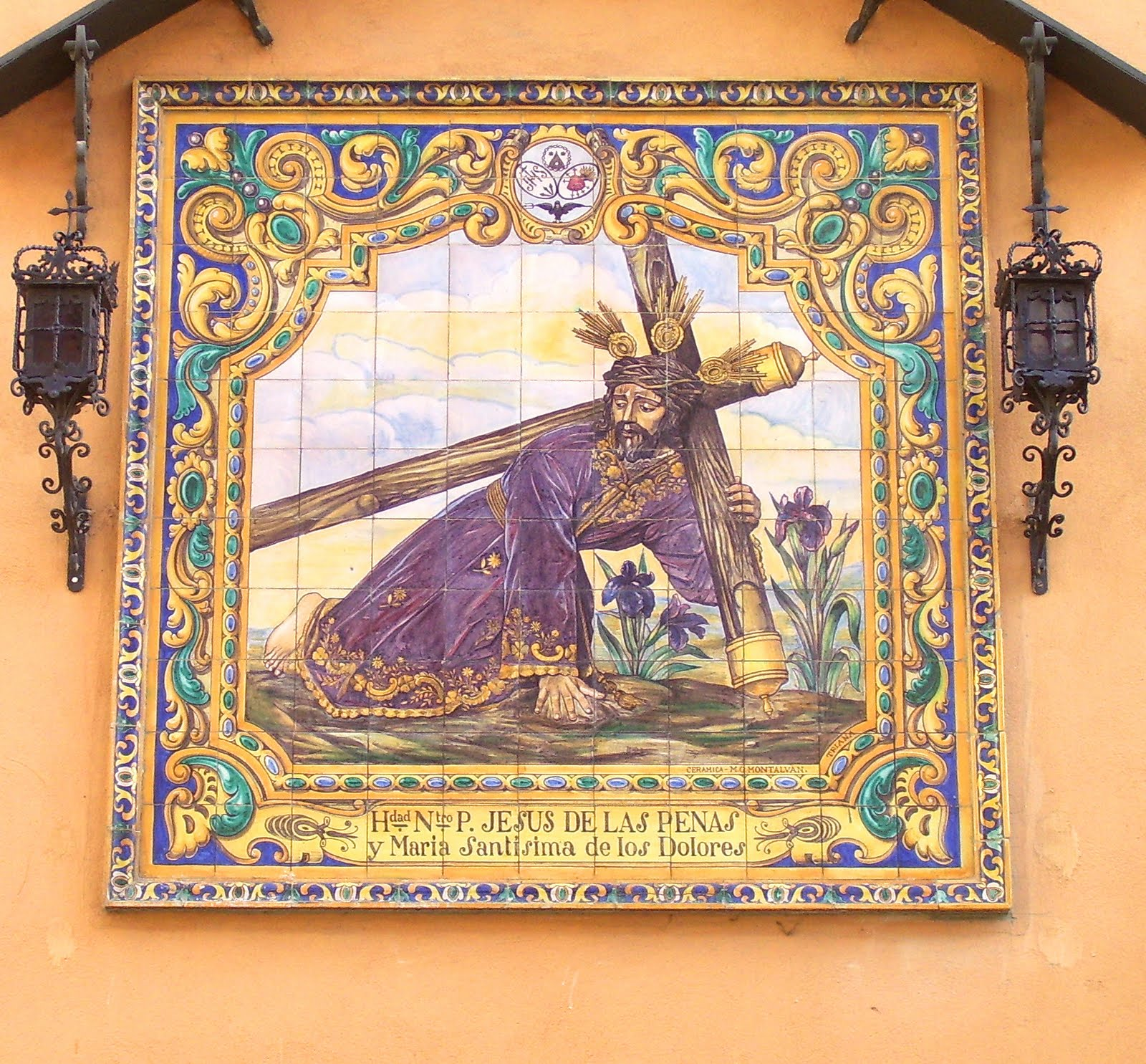
Azulejo del Cristo de las Penas.

En ella tienen su sede canónica dos hermandades que procesionan en Semana Santa:
- Hermandad de las Siete Palabras (fundada en 1511-reglas de 1535).
- Hermandad de Jesús de las Penas[1] (fundada en 1875).